# 本巣市立本巣中学校
本巣市立本巣中学校（もとすしりつ もとすちゅうがっこう）は、岐阜県本巣市(旧本巣郡本巣町)文殊にある公立中学校である。略称は「本巣中」。

## 就学区域
- 日当、金原、佐原、神海、木知原、外山、山口、曽井中島、法林寺、文殊[1]
- 本巣市は学校選択制を導入しており、就学区域外の本巣市内在住者でも、1年生の入学時および転入時（根尾地区の在住者は根尾学園の7年生に該当）においてのみ本巣中学校を選択することが可能[1][2]。

## 沿革

### 経緯
当校は、1947年、本巣郡文殊村・山添村・網代村・西郷村の4か村の組合立中学校として設立された。1960年に本巣町立本巣中学校と改称、1964年に外山中学校と統合した。

### 年表
- 1947年5月 - 文殊村・山添村・網代村・西郷村の4か村組合立文殊中学校として開校
- 1948年
  - 4月 - 学校組合から網代村・西郷村が脱退する
  - 12月 - 校舎落成式
- 1950年 - 文殊村・山添村の合併により本巣村が発足。それに伴い、本巣中学校と改称
- 1960年 - 本巣村の町制施行により本巣町立本巣中学校と改称
- 1964年4月 - 外山中学校と本巣中学校を統合し､本巣町立本巣中学校として発足
- 1965年
  - 1月 - 本巣中校歌を制定
  - 9月 - 新校舎及び新体育館完成
- 1972年9月 - 学校給食センターによる給食開始
- 1975年 -  水泳プール完成。温室設置。
- 1976年 -  ナイター照明設置　校庭内にサーキットトレーニング施設設置
- 1979年 - ＦＢＣ花壇コンクール文部大臣奨励賞受賞
- 1985年 - 文部省指定「道徳教育研究校」の発表
- 1996年4月 - 特殊学級の新設される。ほほえみ情報交流推進事業指定校となる。
- 1997年7月 - スクールカウンセラー活用調査研究委託校
- 1998年4月 - 武道推進校となる
- 2001年11月 - 全国学校体育学習優良校表彰
- 2004年2月 - 町村合併により、本巣市立本巣中学校と改称
- 2016年4月 - 2学期制スタート

## 教育方針
自ら学び　自ら律し　自他を愛する私を磨く

## 学校行事
| - 4月 前期始業式・入学式 - 5月 - 6月 | - 7月 - 8月 夏休み - 9月 体育大会 | - 10月 前期終業式・後期始業式 - 11月 - 12月 終業式 | - 1月 冬休み - 2月 - 3月 後期終業式・卒業式 |

## 進学前小学校
- 本巣市立本巣小学校
- 本巣市立外山小学校

## 交通
- 樽見鉄道樽見線本巣駅より徒歩11分（900ｍ）